# IC 3381
IC 3381 ist eine lichtschwache, elliptische Zwerggalaxie vom Hubble-Typ dE3 im Sternbild Jungfrau an der Ekliptik. Sie ist schätzungsweise 28 Millionen Lichtjahre von der Milchstraße entfernt und hat einen Durchmesser von etwa 10.000 Lichtjahren. Gemeinsam mit zwölf weiteren Galaxien bildet sie die NGC 4442-Gruppe (LGG 288) und unter der Katalognummer VCC 1087 wird sie als Mitglied des Virgo-Galaxienhaufens aufgeführt. 

Im selben Himmelsareal befinden sich u. a. die Galaxien NGC 4452, IC 794, IC 3358, IC 3413.
Das Objekt wurde am 12. September 1900 von Arnold Schwassmann entdeckt.